# Dayah Seupeng
Dayah Seupeng is een bestuurslaag in het regentschap Aceh Utara van de provincie Atjeh, Indonesië. Dayah Seupeng telt 556 inwoners (volkstelling 2010).